# Unión Eléctrica Madrileña
Unión Eléctrica Madrileña, también conocida por sus siglas UEM, fue una empresa española fundada en Madrid en 1912 como resultado de la fusión de varias empresas menores, y dedicada a la generación y distribución de energía eléctrica. A lo largo del siglo XX amplió su radio de influencia por todo el territorio nacional y retiró el gentilicio de su nombre, pasando a ser conocida simplemente como Unión Eléctrica. Se unió en 1983 a la gallega Fuerzas Eléctricas del Noroeste (Fenosa), dando lugar a Unión Eléctrica Fenosa, una de las empresas más influyentes del sector eléctrico en ese momento.

## Historia

### Inicios
En 1911, la generación de energía eléctrica para la importante demanda de la ciudad de Madrid estaba repartida entre varias empresas que gestionaban pequeñas centrales eléctricas e hidroeléctricas. El 10 de febrero de 1912, tras un difícil proceso de negociaciones algunas de las más importantes, como Sociedad de Gasificación Industrial, Compañía del Salto de Bolarque y Compañía Madrileña de Electricidad se fusionaron para dar lugar a Unión Eléctrica Madrileña S.A, participada mayoritariamente por el Banco Urquijo, y con un capital social de 33 000 000 de pesetas. Estanislao de Urquijo y Ussía, 3º marqués de Urquijo, sería su primer presidente.
La primera instalación de generación hidroeléctrica explotada por la empresa fue el salto de Bolarque, construido en 1910 en la desembocadura del río Guadiela. Desde 1926 pasó a explotar también el salto hidroeléctrico de Villalba de la Sierra, en Cuenca, al absorber Eléctrica de Castilla, y en 1930, tomó el control también de la empresa Saltos del Alberche.
También fue propietaria desde 1930 del Canal de Santillana, aunque vendió su titularidad en 1963 al Canal de Isabel II.

### Inversión térmica y nuclear

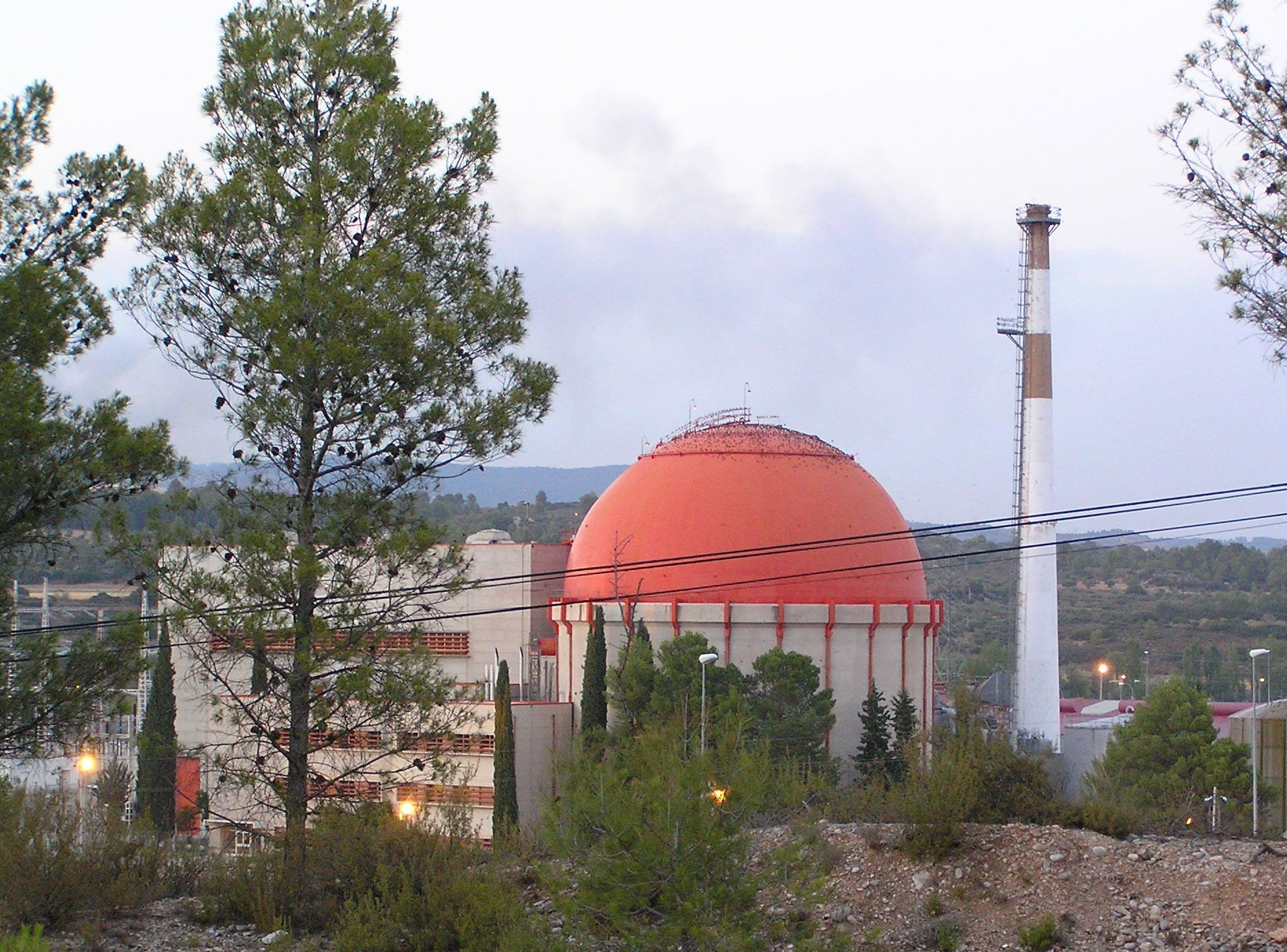
La central nuclear José Cabrera, en Almonacid de Zorita, fue la primera central nuclear en España, propiedad de Unión Eléctrica Madrileña, y llevó el nombre de su presidente José Cabrera Felipe.

A principios de los años 1960, Unión Eléctrica Madrileña solicitó los permisos para instalar la primera central nuclear en la historia de España, en unos terrenos cerca de Zorita de los Canes, en la provincia de Guadalajara. Finalmente, a finales de 1963 la compañía obtuvo el permiso, y comenzó en julio de 1965 la construcción de una central atómica que llevaría el nombre del presidente de la empresa, José Cabrera Felipe, la central nuclear José Cabrera. Fue inaugurada por el general Franco el 12 de diciembre de 1968. Posteriormente, participó también en la construcción de la central nuclear de Almaraz y la central nuclear de Cofrentes, a través de CENUSA, que formó con Hidroeléctrica Española y Sevillana de Electricidad.
En 1965, en asociación con Hullera Vasco Leonesa, Hidroeléctrica de Moncabril y Endesa, acometió la construcción de la central térmica de La Robla, en el municipio homónimo, aunque posteriormente se quedaría con su titularidad absoluta.
En 1969, Unión Eléctrica absorbió Hidroeléctrica de Moncabril, que contaba con varios saltos de agua en las provincias de Orense y Zamora, su participación en la central de La Robla y la central térmica del Narcea entre sus activos. La compañía estaba ya involucrada, en una operación de explotación conjunta con Hidroeléctrica Española, en la construcción de la central térmica de Aceca, integrada por dos grupos de ciclo convencional para el consumo de fueloil procedente de las refinerías de Puertollano y Escombreras. En esa época, y debido a su expansión por todo el territorio nacional, el gentilicio Madrileña es retirado de su nombre comercial, pasando a denominarse simplemente Unión Eléctrica.
A principios de los años 1980, la competencia en el mercado eléctrico español llevó a un período de alianzas entre empresas, que comenzó con la fusión, en 1983, de Unión Eléctrica Madrileña con la coruñesa Fuerzas Eléctricas del Noroeste (Fenosa), dando lugar a Unión Eléctrica Fenosa, que se convirtió en una de las empresas más importantes del sector.